# Хван Ин Бом
Хван Ин Бом (кор. 황인범; род. 20 сентября 1996, Тэджон) — южнокорейский футболист, центральный полузащитник нидерландского клуба «Фейеноорд» и сборной Республики Корея.

## Карьера

### Клубная карьера
Хван — воспитанник «Тэджон Ситизен». Его профессиональный дебют состоялся 21 марта 2015 года в матче против «Чеджу Юнайтед». 30 мая 2015 года в матче против «Пхохан Стилерс» он забил свой первый гол, став самым молодым голеадором в истории «Тэджон Ситизен». На тот момент времени ему было 18 лет и 253 дней. 5 июля 2015 года в матче против «Чонбук Хёндэ Моторс» Хван забил гол и отдал голевую передачу, за что был назван игроком 20-го тура Кей-лиги Классик. 12 июля 2015 года в матче против «Чоннам Дрэгонз» у него случился усталостный перелом пальца левой ноги, из-за чего он не смог принять участие в Матче всех звёзд Кей-лиги.
В 2018 году Хван был призван на военную службу и начал выступать за «Асан Мугунхва» — футбольный клуб Национального агентства полиции Республики Корея. После того как в составе олимпийской сборной страны завоевал золотую медаль Азиатских игр 2018, в качестве награды был демобилизован, отслужив менее половины срока, и вернулся в «Тэджон Ситизен».
30 января 2019 года Хван перешёл в клуб MLS «Ванкувер Уайткэпс», подписав двухлетний контракт по правилу назначенного игрока (вне потолка зарплат) с опцией продления ещё на два года. По сведениям прессы сумма трансфера составила $1,8 млн. За канадский клуб дебютировал 2 марта в матче стартового тура сезона против «Миннесоты Юнайтед». 17 апреля в матче против «Лос-Анджелеса» забил свой первый гол в MLS. 29 сентября в матче против «Лос-Анджелес Гэлакси» Хван ассистировал трём голам, после чего был включён в символическую сборную недели MLS.
14 августа 2020 года Хван подписал трёхлетнее соглашение с клубом Российской премьер-лиги «Рубин». По словам агента игрока стоимость перехода южнокорейца из канадского клуба составила более €2,5 млн. За казанский клуб он дебютировал 22 августа в матче против московского ЦСКА, выйдя на замену на 79-й минуте. 26 августа в матче против «Уфы» забил свой первый гол за «Рубин», отличившись на 47-й минуте, через минуту после выхода на замену. 16 сентября в матче Кубка России против новороссийского «Черноморца» забил гол и отдал две голевые передачи.
После того как ФИФА в связи со вторжением России в Украину разрешила иностранным игрокам РПЛ приостановить контракты с клубами в одностороннем порядке до конца сезона 2021/22, 3 апреля 2022 года Хван приостановил действие контракта с «Рубином» до июня. 5 апреля он в качестве временно свободного агента присоединился к клубу Кей-лиги «Сеул» до июня. За «Сеул» дебютировал 5 мая в матче против «Чонбук Хёндэ Моторс», заменив Хана Сына Гю с началом второго тайма. 15 июля Хван приостановил контракт с «Рубином» до конца сезона 2022/23.
29 июля 2022 года Хван перешёл в клуб Суперлиги Греции «Олимпиакос». Свой дебют за греческий клуб, 18 августа в первом матче раунда плей-офф квалификации Лиги Европы УЕФА 2022/23 против кипрского «Аполлона», отметил голом.
2 сентября 2024 года перешёл в нидерландский «Фейеноорд», подписав четырёхлетний контракт до средины 2028 года. 19 сентября дебютировал за клуб в матче Лиги чемпионов УЕФА против немецкого «Байера».

### Международная карьера
В июле 2017 года Хван в составе сборной Республики Корея до 23 лет участвовал в матчах квалификации чемпионата АФК до 23 лет, игравшихся во Вьетнаме. Забил два гола — Макао и Вьетнаму.
Выиграл золотую медаль на Азиатских игр 2018.
За основную сборную Республики Корея Хван дебютировал 7 сентября 2018 года в товарищеском матче со сборной Коста-Рики.
Свой первый гол за национальную сборную забил 16 октября 2018 года в товарищеском матче с Панамой.
Хван был включён в состав сборной Республики Корея на Кубок Азии 2019.
Принимал участие в чемпионате Восточной Азии 2019. Был признан самым ценным игроком турнира.
Был включён в состав сборной на чемпионат мира 2022.

## Достижения
Командные
 сборная Республики Корея до 23 лет
- Чемпион Азиатских игр: 2018

 сборная Республики Корея
- Победитель чемпионата Восточной Азии: 2019

Индивидуальные
- Член символической сборной Кей-лиги 2: 2016, 2017, 2018
- Самый ценный игрок чемпионата Восточной Азии: 2019

## Статистика выступлений

### Клубная статистика
| Выступление       | Выступление      | Выступление      | Лига | Лига | Кубок | Кубок | Континент. | Континент. | Прочие | Прочие | Итого | Итого |
| Клуб              | Лига             | Сезон            | Игры | Голы | Игры  | Голы  | Игры       | Голы       | Игры   | Голы   | Игры  | Голы  |
| ----------------- | ---------------- | ---------------- | ---- | ---- | ----- | ----- | ---------- | ---------- | ------ | ------ | ----- | ----- |
| Тэджон Ситизен    | Кей-лига 1       | 2015             | 14   | 4    | 1     | 0     | —          | —          | —      | —      | 15    | 4     |
| Тэджон Ситизен    | Кей-лига 2       | 2016             | 35   | 5    | 2     | 0     | —          | —          | —      | —      | 37    | 5     |
| Тэджон Ситизен    | Кей-лига 2       | 2017             | 32   | 4    | 3     | 0     | —          | —          | —      | —      | 35    | 4     |
| Тэджон Ситизен    | Кей-лига 2       | 2018             | 7    | 2    | —     | —     | —          | —          | —      | —      | 7     | 2     |
| Тэджон Ситизен    | Итого            | Итого            | 88   | 15   | 6     | 0     | —          | —          | —      | —      | 94    | 15    |
| Асан Мугунхва     | Кей-лига 2       | 2018             | 18   | 1    | 0     | 0     | —          | —          | —      | —      | 18    | 1     |
| Асан Мугунхва     | Итого            | Итого            | 18   | 1    | 0     | 0     | —          | —          | —      | —      | 18    | 1     |
| Ванкувер Уайткэпс | MLS              | 2019             | 34   | 3    | 1     | 1     | —          | —          | —      | —      | 35    | 4     |
| Ванкувер Уайткэпс | MLS              | 2020             | 5    | 0    | —     | —     | —          | —          | 1      | 0      | 6     | 0     |
| Ванкувер Уайткэпс | Итого            | Итого            | 39   | 3    | 1     | 1     | —          | —          | 1      | 0      | 41    | 4     |
| Рубин             | РПЛ              | 2020/21          | 18   | 3    | 2     | 1     | —          | —          | —      | —      | 20    | 4     |
| Рубин             | РПЛ              | 2021/22          | 17   | 2    | 0     | 0     | 1          | 0          | —      | —      | 18    | 2     |
| Рубин             | Итого            | Итого            | 35   | 5    | 2     | 1     | 1          | 0          | —      | —      | 38    | 6     |
| Сеул              | Кей-лига 1       | 2022             | 9    | 0    | 1     | 0     | —          | —          | —      | —      | 10    | 0     |
| Сеул              | Итого            | Итого            | 9    | 0    | 1     | 0     | —          | —          | —      | —      | 10    | 0     |
| Олимпиакос        | Суперлига 1      | 2022/23          | 32   | 3    | 3     | 1     | 5          | 1          | —      | —      | 40    | 5     |
| Олимпиакос        | Итого            | Итого            | 32   | 3    | 3     | 1     | 5          | 1          | —      | —      | 40    | 5     |
| Црвена звезда     | Суперлига Сербии | 2023/24          | 27   | 5    | 2     | 0     | 6          | 1          | —      | —      | 35    | 6     |
| Црвена звезда     | Суперлига Сербии | 2024/25          | 5    | 0    | 0     | 0     | 2          | 0          | —      | —      | 7     | 0     |
| Црвена звезда     | Итого            | Итого            | 32   | 5    | 2     | 0     | 8          | 1          | —      | —      | 42    | 6     |
| Фейеноорд         | Эредивизи        | 2024/25          | 21   | 3    | 2     | 0     | 7          | 0          | —      | —      | 30    | 3     |
| Фейеноорд         | Итого            | Итого            | 21   | 3    | 2     | 0     | 7          | 0          | —      | —      | 30    | 3     |
| Всего за карьеру  | Всего за карьеру | Всего за карьеру | 274  | 35   | 17    | 3     | 21         | 2          | 1      | 0      | 313   | 40    |

### Международная статистика
| Команда          | Год   | Игры | Голы |
| ---------------- | ----- | ---- | ---- |
| Республика Корея |       |      |      |
| 2018             | 7     | 1    |      |
| 2019             | 16    | 2    |      |
| 2021             | 6     | 1    |      |
| 2022             | 8     | 0    |      |
| Всего            | Всего | 37   | 4    |

Голы за сборную
| №  | Дата            | Место                                                    | Соперник | Голы | Результат | Турнир                            |
| -- | --------------- | -------------------------------------------------------- | -------- | ---- | --------- | --------------------------------- |
| 1. | 16 октября 2018 | Чхонан, Чхонан, Республика Корея                         | Панама   | 2:0  | 2:2       | Товарищеский матч                 |
| 2. | 11 декабря 2019 | Главный стадион Азиады в Пусане, Пусан, Республика Корея | Гонконг  | 1:0  | 2:0       | Чемпионат Восточной Азии 2019     |
| 3. | 18 декабря 2019 | Главный стадион Азиады в Пусане, Пусан, Республика Корея | Япония   | 1:0  | 1:0       | Чемпионат Восточной Азии 2019     |
| 4. | 7 октября 2021  | Ансан Ва, Ансан, Республика Корея                        | Сирия    | 1:0  | 2:1       | Квалификация чемпионата мира 2022 |